# Alisa Summers
Alisa Summers, nombre artístico de Alex Hernandez (Tampa, 15 de junio de 1988), es una drag queen retirada estadounidense, concursante en la cuarta temporada de RuPaul's Drag Race.

## Carrera
Alissa Summers comenzó a desarrollar un interés por el drag a los 18 años, y a actuar como drag queen a los 19. Para crear su nombre artístico se inspiró en la rapera estadounidense Lisa Lopes, integrante del grupo musical TLC.
En 2010 fue ganadora del título de Miss Gay Florida USofA Newcomer, así como de Miss Lakeland Newcomer 2010.
Alisa fue concursante de reserva en la tercera temporada de RuPaul's Drag Race, y finamente fue elegida para competir en la cuarta temporada, que inició su emisión el 30 de enero de 2012. Durante la competición fue la primera eliminada de la temporada, tras ser derrotada en una batalla de lip sync por la también concursante Jiggly Caliente.
Ha actuado en locales como Pulse en Lakeland, Hamburger Mary’s en Tampa y el Honey Pot Cabaret en Ybor City. Ryan Shea, periodista para la revista estadounidense Instinct, la incluyó en el número 124 en su lista clasificando a las hasta entonces 126 concursantes del programa. Elena Delovska de TheTalko la incluyó en la lista de las mejores concursantes géminis de RuPaul's Drag Race.
Actualmente se encuentra retirada de la escena drag.

## Filmografía

### Televisión
| Año  | Título                            | Papel       | Notas       |
| ---- | --------------------------------- | ----------- | ----------- |
| 2012 | RuPaul's Drag Race (4ª temporada) | Concursante | 2 capítulos |
| 2012 | Rupaul's Drag Race: Untucked!     | Concursante | 1 episodio  |